# 裸頭鬍鯰
裸頭鬍鯰，為輻鰭魚綱鯰形目塘虱魚科的其中一種，分布於非洲東部及中部的淡水流域，本魚胸鰭硬棘向內，外側呈鋸齒狀。頭橢圓形，身體略呈長方形背面;吻圓鈍，齒板寬大，鰓耙短而相距甚遠，背鰭軟條67-79枚;臀鰭軟條53-67枚，棲息在底層水域。

## 扩展阅读
維基物種上的相關：裸頭鬍鯰